# Hamrníky (zámek)
Hamrnický zámeček, dříve Hamrnický dvůr (německy Hammerhof), je jedna z nejstarších staveb v blízkosti Mariánských Lázní. Nachází se mezi nádražím Mariánské Lázně a sídlem Hamrníky, v dnešním katastrálním území Úšovice. Objekt je památkově chráněn jako zámek Hammerhof, v současnosti je však v dezolátním stavu.

## Hamerský dvůr
Záznam z roku 1657 uvádí existenci svobodného dvora na Kosím potoce, zvaného Froschhammer. Toto jméno bylo nejspíše převzato podle mlýna, který stál u Kosího potoka ještě před dvorem, resp. podle hamru, který zde byl ještě před ním.
22. března 1665 dvůr odkoupil tepelský klášter a po požáru jej dal opat kláštera Raymund I. Wilfert znovu vystavět jako Hammerhof, tj. Hamerský dvůr, Když v roce 1706 stavba znovu vyhořela, stavitel Kryštof Dientzenhofer nechal postavit v jihovýchodním cípu dvora zámeček a po dokončení stavby v roce 1708 získal přední trakt dvora název Villa Hammerhoviana.

## Zámeček po přestavbě v roce 1708

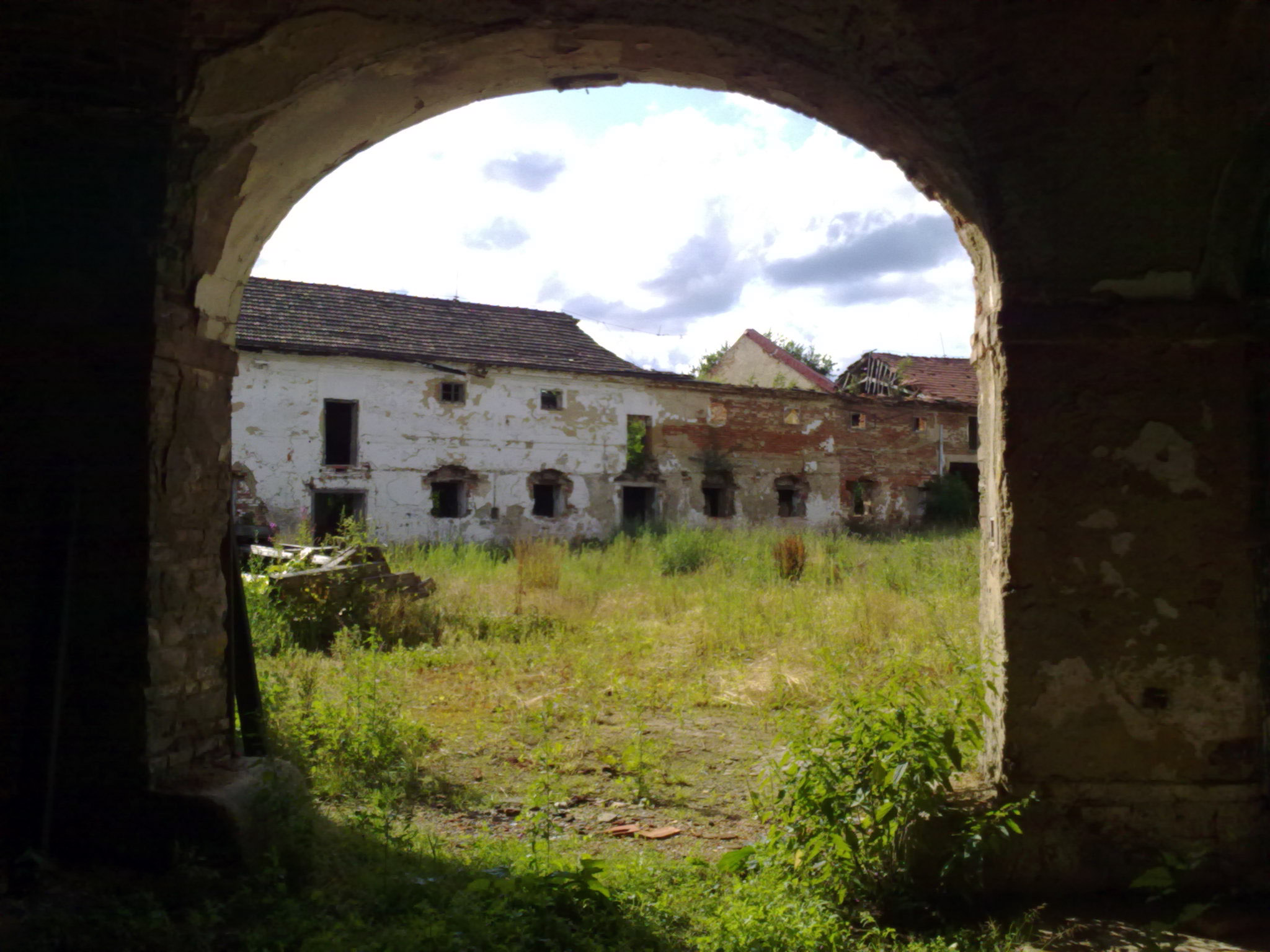
Pohled od hlavní budovy do dvora.

Nově vystavěný zámeček byl určen k rekreaci tepelských premonstrátů a byly zde prováděny i léčebné kúry. K tomuto léčení však byly využívány prameny z Františkových Lázní. Po otevření klášterních lázní přímo u pramenů, se zámeček stal častým místem výletů lázeňských hostů. Byl zde hostinec, kavárny a od lázní sem vedla silnice lemovaná kaštanovou alejí. V roce 1832 byl v okolí zámečku vybudován park, v němž byly pěšiny a lavičky. Do dnešních dnů z parku přetrval pouze Dub u Hamrnického zámečku, který je chráněn jako památný.
Po vybudování železnice přes Mariánské Lázně ve druhé polovině 19. století byla silnice odkloněna k nádraží a zámeček začal být opět využíván převážně jako hospodářské stavení. Klášter zde choval skot a počátkem 20. století zde vznikla klášterní mlékárna, která dodávala mléko do lázní.
Po první světové válce v roce 1920 byl Hamrnický dvůr převzat pozemkovým úřadem v Praze a správcem se stal Ing. Dr. Rudolf Procházka, starosta místní obce Sokolské. V roce 1938 byl dvůr připraven k prodeji, ale německé vojsko obsadilo pohraničí dříve, než k prodeji došlo a statek převzala saská společnost Sächsische-Bauernsiedlung. Během války ve dvoře pracovaly ženy a služba s pracovní povinností.
Po roce 1948 se majitelem zámečku staly Státní statky. V roce 1970 je zde uváděno 66 dojnic a v přilehlém zahradnictví pracovalo 15 zaměstnanců. Po sametové revoluci byl dvůr nevyužitý, v 90. letech 20. století přešel zámeček s dvorem do soukromých rukou a chátral. Postupně se přilehlé stavby začaly bortit a 30. července 2007 zámeček, opuštěný a obývaný pouze bezdomovci, vyhořel. Během požáru a jeho hašení došlo k definitivnímu zániku stropních maleb.

Hamrnický zámeček na dobových vyobrazeních
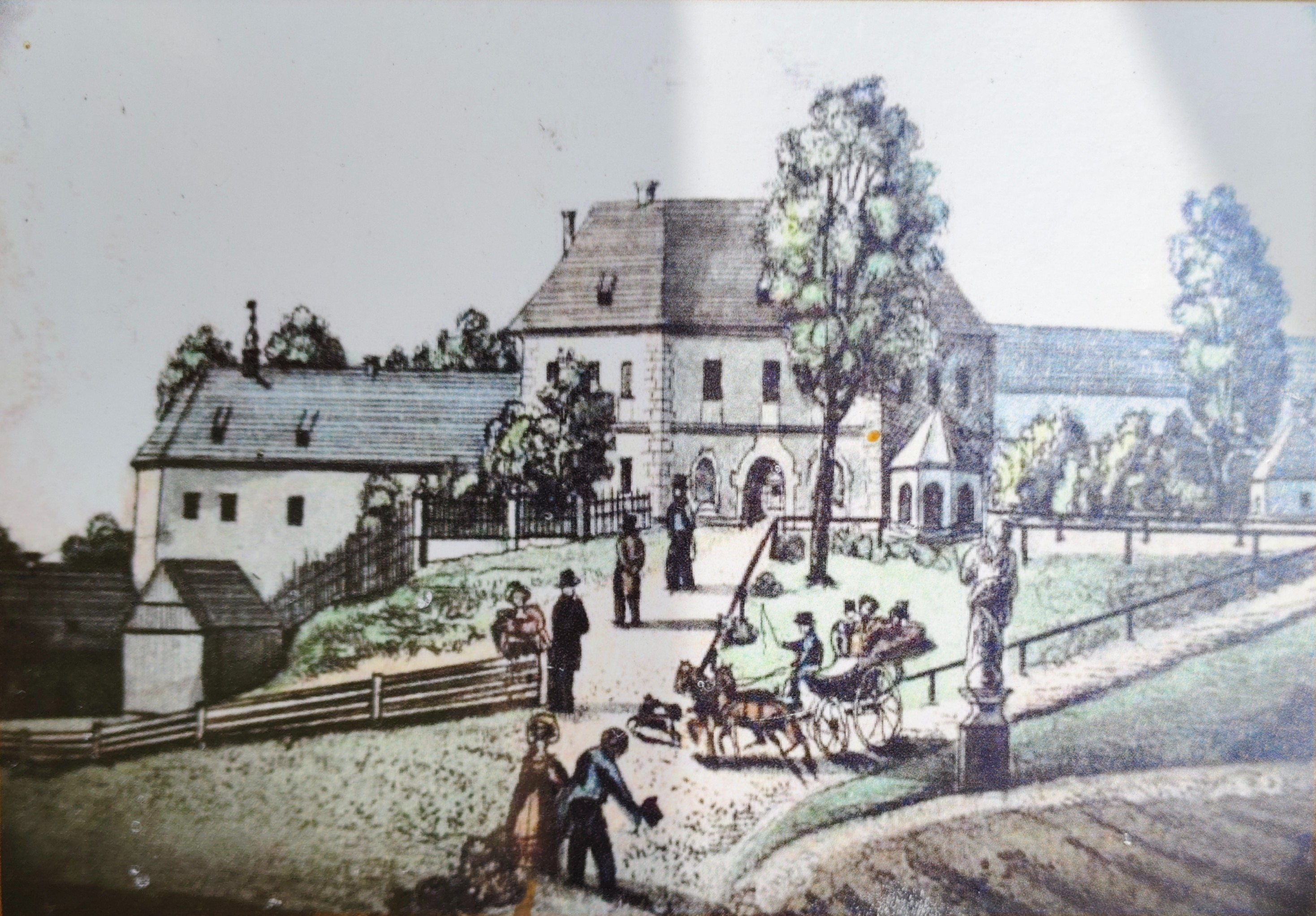
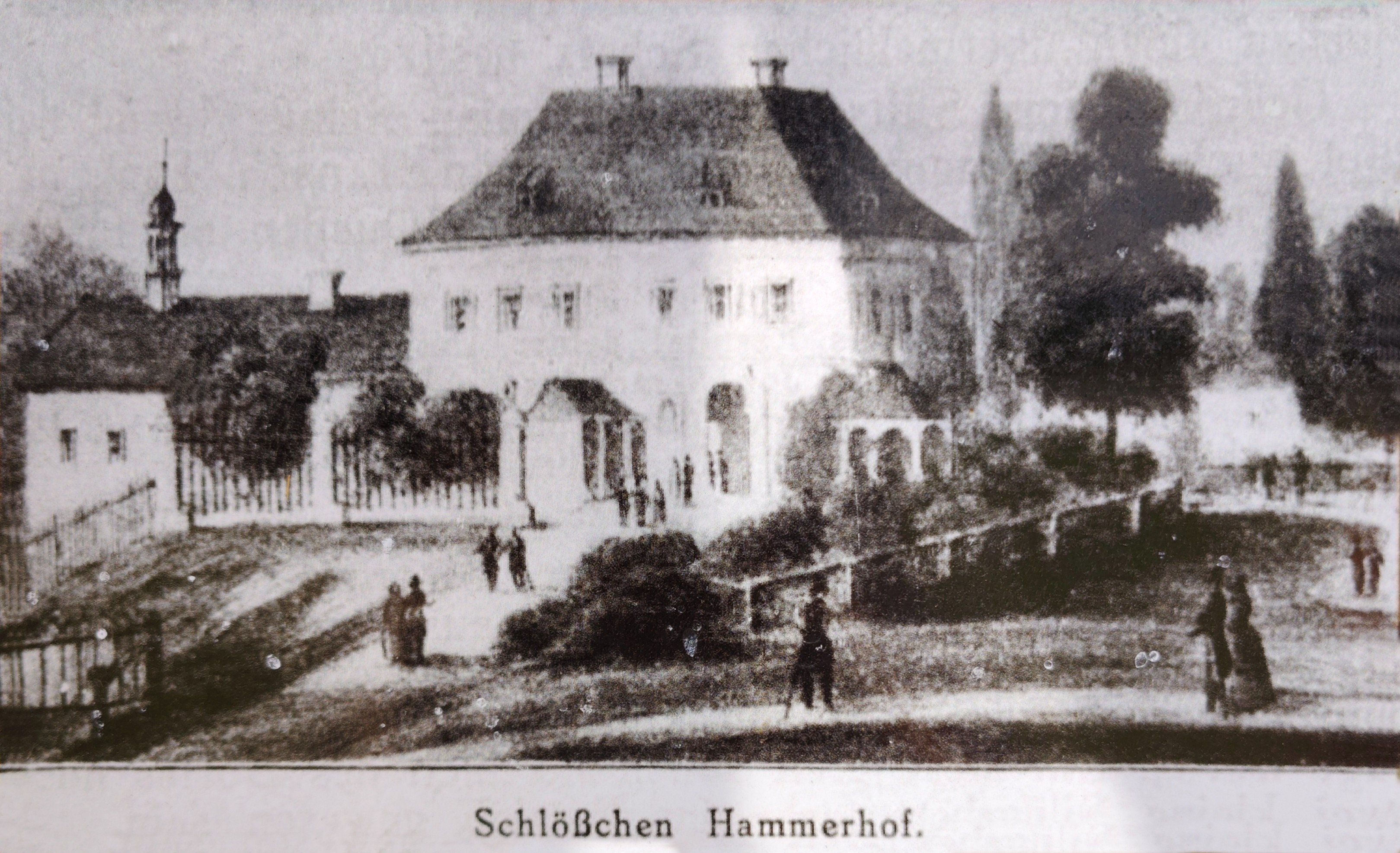
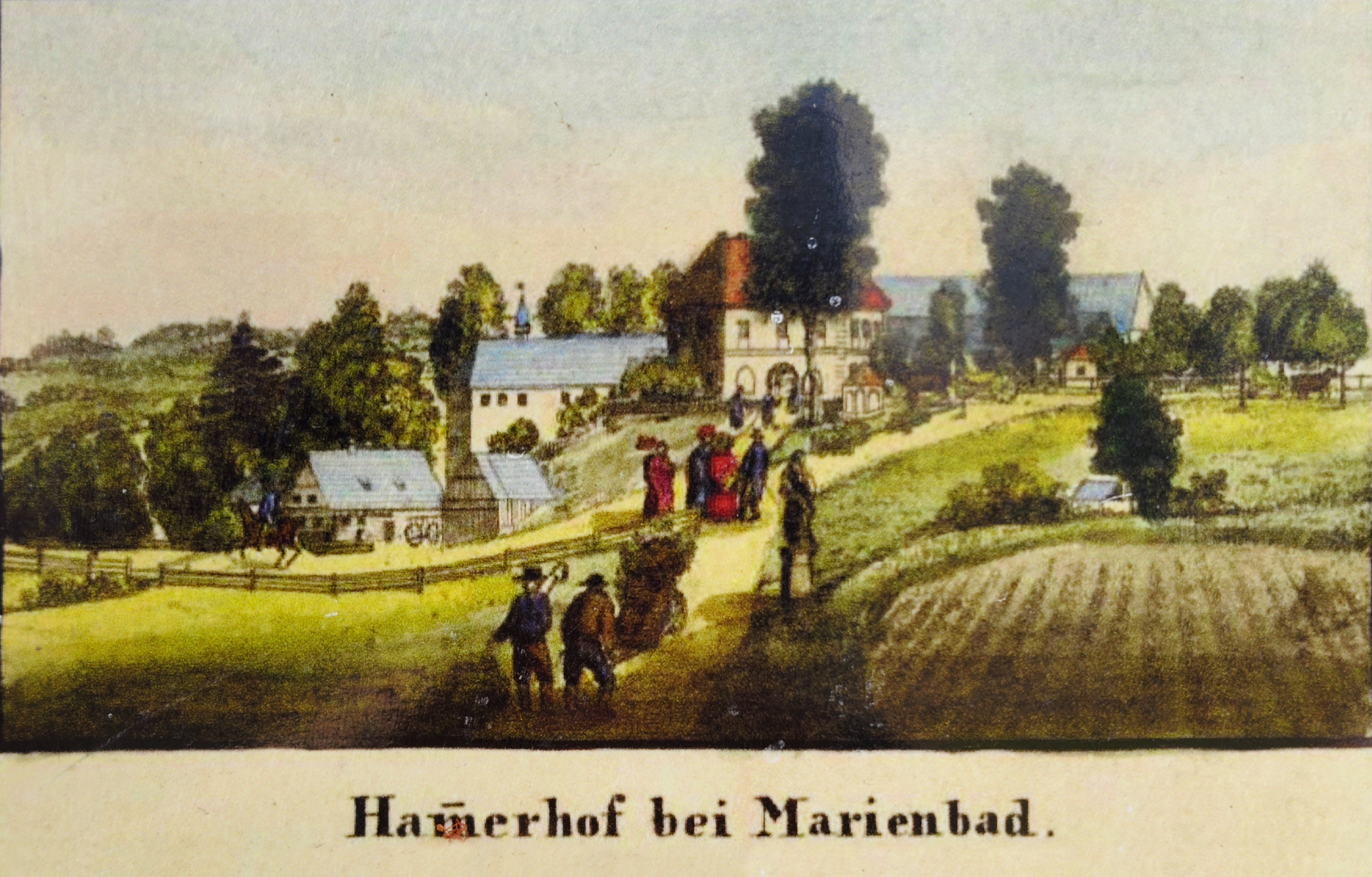
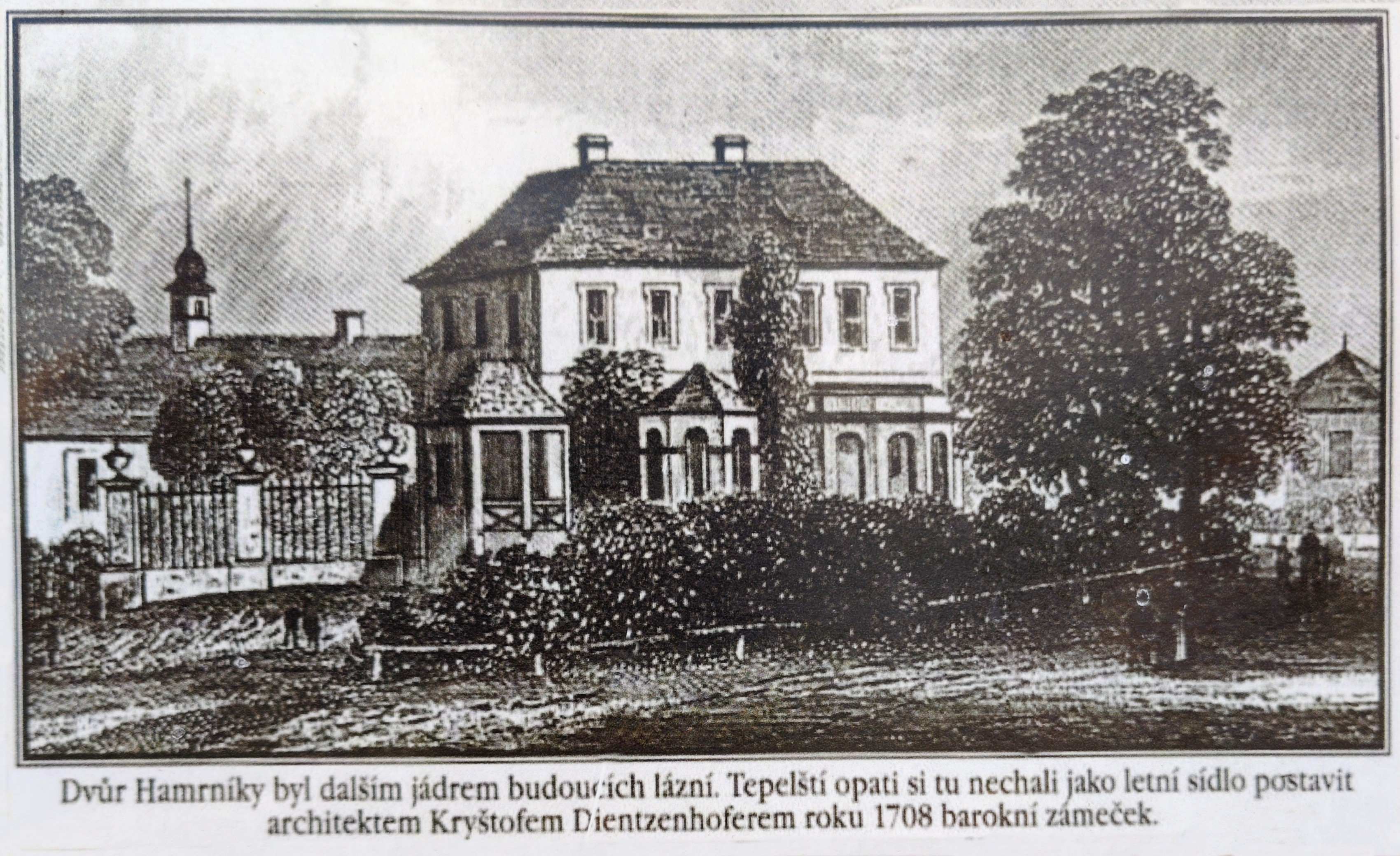